# Stanisław Lubomirski (Unternehmer)

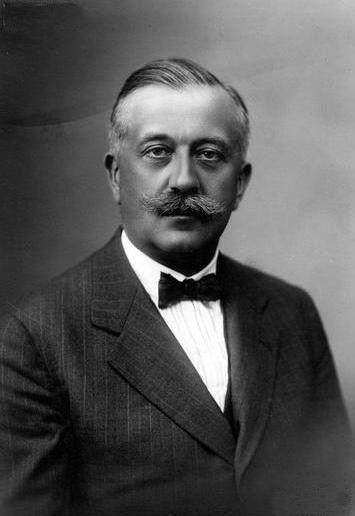
Stanisław Lubomirski

Stanisław Sebastian Lubomirski (* 31. Januar 1875 in Krakau; † 16. August 1932 in Karlsbad) war ein polnischer Magnat sowie bedeutender Unternehmer und Bankier seiner Zeit.

## Leben
Lubomirski stammte aus der einflussreichen und wohlhabenden Familie Lubomirski, die dem polnischen Hochadel angehörte; er führte einen Prinzentitel. Sein Vater war Eugeniusz Adolf Lubomirski (1825–1911), sein Bruder Władysław Lubomirski (1866–1934). Er studierte in Berlin und im Schweizer Freiburg. 1905 heiratete er in Zakopane Jadwiga, geb. Jełowiecka. Während des Ersten Weltkriegs lebte er seit 1915 in Sankt Petersburg. 1918 kehrte er nach Warschau zurück.
Stanisław Lubomirski gehörte zu den bedeutendsten polnischen Unternehmern seiner Zeit. Er war an 13 Firmen im Wert von rund 228 Millionen Złoty beteiligt.

### Bankier
Mit Henryk Radiszewski gründete Lubomirski zunächst das Landesbankhaus (Krajowy Dom Bankowy) und entwickelte daraus die Warschauer Industriebank (Bank Przemysłowy Warszawski), die 1910 mit einem Stammkapital von 3 Millionen Rubeln und finanzieller Unterstützung von einer tschechischen Finanzgruppe um die Handelsbank Živnostenská banka in das Warschauer Handelsregister eingetragen wurde. Lubomirski leitete die Bank bis 1918 als Präsident des Verwaltungsrates.
Seit 1926 war Lubomirski als Vorstandsvorsitzender der Warschauer Bank Handlowy tätig; 1931 schied er aus der Geschäftsleitung der Bank aus. Er war auch Gesellschafter der Bank Zjednoczonych Ziem Polskich S.A.

### Industrieller
Im Mai 1910 gründete Lubomirski die Warschauer Fluggesellschaft „Awiata“ (Warszawskie Towarzystwo Lotnicze „Awiata“). Diese erste Flugschule in Polen war auf dem von ihr betriebenen Flughafen Mokotów beheimatet.
Er war Eigentümer des Walzwerkes Towarzystwo Akcyjne Walcowni „Włochy“ und ab 1921 Gesellschafter der Maschinenfabrik Fabryka Maszyn i Odlewów „Orthwein, Karasiński i S-ka“. In Polen vertrat Lubomirski italienische Wirtschaftsinteressen, unter anderem war er Repräsentant der Triester Versicherungsgesellschaft Assicurazioni Generali. Er investierte aber auch im Ausland, so in Raffinerien am Kaspischen Meer.

### Funktionär
Lubomirski gründete den Zentralverband der polnischen Industrie „Lewiatan“ (Centralny Związek Polskiego Przemysłu, Górnictwa, Handlu i Finansów „Lewiatan“), dessen Präsident er bis 1932 war. Ebenso saß er in den Vorständen des Verbandes Polnischer Banken und des Vereins Polnischer Industrieller.
1919 diente er als diplomatischer Vertreter Polens (Minister pełnomocny, Poseł Rzeczypospolitej Polskiej) in Washington.